# 韓国人メジャーリーガー
韓国人メジャーリーガー（かんこくじんメジャーリーガー）では、メジャーリーグベースボール（MLB）の球団でプレーする韓国人野球選手について説明する。

## MLB球団への入団方法

### アマチュアからのMLB挑戦
韓国人野球選手のMLB挑戦は、日本と同じく1990年代半ばから始まったが、過去に日本とは明らかな相違点があった。日本の場合は、日本プロ野球（NPB）で実績を積んでからMLBに移籍する事例が圧倒的に多く、アマチュア（高校・大学・社会人野球）から直接渡米しメジャーリーガーになったのは、マック鈴木（鈴木誠）、多田野数人、田澤純一のみと少数である。これに対して韓国の場合、2012年まではメジャーを経験した韓国人選手12人中、このうち11人がアマチュアから直接渡米しメジャーリーガーになった選手であった。過去の韓国はアマチュアから直接メジャーに挑戦する事例のほうが圧倒的に多かった。
韓国人初のメジャーリーガーは朴賛浩だが、朴は1994年に大学を中退してロサンゼルス・ドジャースとマイナー契約を結び渡米した。この時の契約金は、当時の韓国野球界では高額な120万ドルだったことや、朴がアマチュアから直接渡米し、マイナーリーグベースボール(MiLB)から MLBへと昇格していくという道筋を示したことが、後続の韓国人メジャーリーガーに影響を与えた。
1990年代後半には、朴と同じく大学を中退した金炳賢や徐在応、金善宇、崔煕渉、高校を中退した奉重根など、学校を中退してMLBに挑戦する事例が続出した。これらの事例では、学校関係者が代理人として積極的にMLB球団に売りこむことが多かった。当時の韓国国内では、学校を中退してMLBに挑戦することには批判の声もあったが、のちに彼らがMLBで一定の実績を残すようになると、賞賛の声のほうが多くなっていった
このように、当時の韓国ではアマチュアから直接渡米してMLBに挑戦する事例が主流であったため、必然的に、韓国国内のプロ野球球団と新人選手の獲得で競合する事例も増えていった。例えば2000年には、韓国のロッテ・ジャイアンツがドラフト1次指名（日本のドラフト1巡目に相当）で秋信守を指名したが、秋はこれを拒否し、シアトル・マリナーズとマイナー契約を結んだ。高校時代の秋は投手兼打者だったが、渡米後は打者（外野手）に専念し、2006年途中にクリーブランド・インディアンスにトレードされてからはチームの主軸打者として安定した活躍を続けた。2013年には再びトレードでレッズに移籍し、同年オフにはFAでレンジャーズに移籍し、2014年からの7年契約を結んでいる。国内のプロ球団からドラフトで上位指名されるほどの有力アマチュア選手が、ドラフト指名を拒否してMLBに挑戦するケースは、日本では2008年に田澤純一が、社会人野球・新日本石油から直接、ボストン・レッドソックスに入団してから本格的に懸念されるようになったが、韓国ではそれよりも前に現実化していた。
しかし、アマチュアから直接MLBに挑戦する韓国人選手は数多くいたが、2006年に柳済国がMLBに昇格して以降は、新たにMLBに昇格する選手はしばらく途絶えた。この伸び悩み現象を象徴するのが、南尹熙（ナム・ユンヒ、のちに「ナム・ユンソン」に改名）と丁栄一（チョン・ヨンイル）のMLB挑戦失敗である。南は、2006年に斗山ベアーズのドラフト1次指名を拒否してテキサス・レンジャーズとマイナー契約を結び、丁は、翌07年にKIAタイガースの1次指名を拒否してロサンゼルス・エンゼルスとマイナー契約を結んだ。いずれも高校卒で、韓国プロ球団のドラフト1次指名を拒否してMLBに挑戦したのだが、渡米後は故障などが原因で伸び悩み、南はMiLBのアドバンストA（1A＋）、丁はクラスA（1A）が最高ランクで、それぞれ球団から解雇され韓国へ帰国した。韓国プロ野球規約第105条2項では、MLBへのアマチュア有力選手の流出を防止するため、国内プロ球団のドラフト指名を拒否して外国球団と契約した選手に対しては、外国球団から解雇されても、韓国プロ球団とは2年間契約できないと定められている。そのため、南と丁はこの規定の対象になってしまった。南は、日本球界入りを模索し、2012年の春季キャンプで読売ジャイアンツと北海道日本ハムファイターズの入団テストを受けたが、結果はいずれも不合格だった。その後、南と丁は、いずれも2012年時点では韓国の独立球団である高陽ワンダーズに所属していた。丁は、2013年には四国アイランドリーグplus・香川オリーブガイナーズに入団したが、同年7月に戦力外通告を受け退団、同年8月のKBOドラフト会議では、SKワイバーンズから5順目8位（全体で53位）で指名され入団している。
2015～16年に、日本の千葉ロッテマリーンズに在籍し、第1回WBSCプレミア12の韓国代表に選ばれた李大恩は、高校卒業後の2007年にシカゴ・カブスとマイナー契約して入団したが、MLBには昇格できずに3A止まりだった。渡米から7年が経過してもMLBに昇格できなかったために、日本プロ球団からの誘いに活路を求めた事例である。
一方、金炳賢、徐在応、金善宇、崔煕渉、奉重根、趙珍鎬、柳済国など、MLB経験のある選手も、2007年以降はKBOに入団する事例が相次ぐようになった。MLBに挑戦したが結果はMiLB止まりだった宋勝準のような選手もこれに該当する。韓国人初のメジャーリーガーだった朴賛浩も、現役最晩年の2012年はKBOのハンファ・イーグルスでプレーした。また、金炳賢は2011年に東北楽天ゴールデンイーグルス、朴賛浩は2011年にオリックス・バファローズ、白嗟承も2012年にオリックスに所属しており、いずれもNPBでプレーした事例である。2016年に崔志萬がMLBに昇格し、久々にアマチュアからのメジャーリーガーが誕生した。2018年は当時18歳で内野手の裴智桓がピッツバーグ・パイレーツと契約金120万ドルのマイナー契約で入団した。

### 韓国プロ野球からのMLB挑戦
KBOで実績を挙げてからメジャーリーガーになった事例は、2016年までは9人のみだった。このうち、5人はKBOからいったん日本プロ野球（NPB）に移籍した後、 MLBに移籍している。KBOからNPBへの移籍が多かったのは、MLBよりもNPBのほうが契約時の金銭的条件が良かったのも原因の一つである。
例えば、2003年にKBOで年間56本塁打のアジア記録（当時）を出した李承燁は、同年にFA権を取得した当初はMLBに挑戦する意向だった。しかし、MLB登録40人枠（ロースター）入りを確約するMLB契約を提示する球団はドジャースのみで金銭的条件も良くなかったため、結果的に千葉ロッテマリーンズからの誘いを受けて入団した経緯がある。当時のMLB球団では、「韓国人選手は、投手は活躍できても、野手は難しい」との評価が主流だったことなどが影響していた。なお、KBOからポスティングシステムによりMLB入りを目指す動きが1990年代後半からあった。しかし1998年に李尚勲の落札額が65万ドル、2002年に陳弼重が落札額2万5000ドル、林昌勇の落札額が65万ドルで、いずれも落札金額が少なかったことを理由に、入団交渉は不成立だった。李と林は、ポスティング移籍が不成立だったために、結果的にNPBに移籍した後、MLBに移籍したのである。
一方で、ワールド・ベースボール・クラシック（WBC）の第1回（2006年）大会で韓国は3位、第2回（2009年）大会では準優勝を獲得し、2008年の北京オリンピックでは金メダルを獲得するなど、国際大会における韓国代表チームの活躍が目立つようになった。これら国際大会での活躍により、KBOの選手達もMLBから注目されるようになった。2012年末には、ハンファ・イーグルスに所属していた柳賢振が、韓国では初の、国内プロ球団からMLB球団へのポスティングシステムによる移籍を実現させた。柳を落札したのはドジャースで、球団側に支払われる落札額は2573万ドル、柳個人への契約は6年総額3600万ドル＋出来高という破格の金額となり、韓国国内では大変な話題になった。なお、柳賢振のMLBでの活躍により、KBO選手たちのMLB進出も増えることになった。
2014年2月には、前年に起亜タイガースからFAでボルチモア・オリオールズと契約した尹錫珉は、2014年にオリオールズ傘下のAAA級MiLBに所属し、MLBで登板できず、翌2015年3月古巣起亜へ復帰した。
2014年11月には、SKワイバーンズの金廣鉉がポスティングでのMLB移籍を申請し、同年11月にサンディエゴ・パドレスが入札額200万ドルで交渉権を獲得した。しかし、30日間の交渉期限内に契約は合意できなかったため、SKに残留した。また同じころ起亜タイガースの梁玹種もポスティングによるMLB移籍を申請したが、こちらは入札額が低かったとされ(推定150万ドル・球団名は非公表)移籍交渉に応じなかった。
一方で、2014年末にポスティング移籍を申請したネクセン・ヒーローズの姜正浩は、同年12月にピッツバーグ・パイレーツが500万2015ドルで落札した。翌2015年1月に、4年総額1100万ドル(5年目は年俸550万ドルの球団が選択権を持つオプション付き）で契約に合意した。。なお、LGツインズ、起亜タイガース、ロッテ・ジャイアンツなど韓国の複数球団に在籍していた崔香男は、MLBへは昇格できなかったが、2006年、2009年から2010年にかけてMLB傘下のAAA級MiLBでプレーしていた。2010年には一時期日本の四国アイランドリーグの徳島インディゴソックスにも在籍している。
2016年は呉昇桓、李大浩、金賢洙、朴炳鎬がMLB球団と契約した。

## MLBでプレーした韓国人選手一覧
| 氏名   | 守備   | デビュー年 | 所属球団（マイナーリーグ時代は除く）                                                                 | 備考                                                                                               |
| ------ | ------ | ---------- | --- | -------------------------------------------------------------------------------------------------- |
| 朴賛浩 | 投手   | 1994年     | LAD(1994-2001)、TEX(2001-2005)、SD(2005-2006)、NYM(2007)、LAD(2008)、PHI(2009)、NYY(2010)、PIT(2010) | 初の韓国人メジャーリーガー。漢陽大学校を中退し渡米。                                               |
| 曹珍鎬 | 投手   | 1998年     | BOS(1998-1999)                                                                                       | 圓光大学を卒業し渡米。                                                                             |
| 金炳賢 | 投手   | 1999年     | ARI(1999-2003)、BOS(2003-2004)、COL(2005-2007)、FLA(2007)、ARI(2007)                                 | 成均館大学校を中退し渡米。                                                                         |
| 李尚勲 | 投手   | 2000年     | BOS (2000)                                                                                           | KBOのLGツインズ、NPBの中日ドラゴンズに所属後、渡米。                                               |
| 金善宇 | 投手   | 2001年     | BOS(2001-2002)、MON-WSH(2002-2005)、COL(2005-2006)、CIN(2006)                                        | 仁荷大学を中退し渡米。                                                                             |
| 奉重根 | 投手   | 2002年     | ATL(2002-2003)、CIN(2004)                                                                            | 信一高校を中退し渡米。                                                                             |
| 徐在応 | 投手   | 2002年     | NYM(2002-2005)、LAD(2006)、TB(2006-2007)                                                             | 高麗大学校を中退し渡米。                                                                           |
| 崔煕渉 | 内野手 | 2002年     | CHC(2002-2003)、FLA(2004)、LAD(2004-2005)                                                            | 高麗大学校を中退し渡米。                                                                           |
| 白嗟承 | 投手   | 2004年     | SEA(2004-2008)、SD(2008)                                                                             | 釜山高校を卒業し渡米。                                                                             |
| 秋信守 | 外野手 | 2005年     | SEA(2005-2006)、CLE(2006-2012)、CIN(2013)、TEX(2014-2020)                                            | 釜山高校卒業後、韓国のドラフト1次指名を拒否し渡米。                                                |
| 具臺晟 | 投手   | 2005年     | NYM(2005)                                                                                            | KBOのハンファ・イーグルス、NPBのオリックス・ブルーウェーブに所属後、渡米。                         |
| 柳済国 | 投手   | 2006年     | CHC(2006)、TB(2007-2008)                                                                             | 徳寿情報産業高校卒業後に渡米。                                                                     |
| 柳賢振 | 投手   | 2013年     | LAD(2013-2014、2016-2019)、TOR(2020-2023)                                                            | KBOのハンファ・イーグルスから、KBO初のポスティングシステムによるMLB移籍。                          |
| 林昌勇 | 投手   | 2013年     | CHC(2013)                                                                                            | KBOのサムスン・ライオンズ、NPBの東京ヤクルトスワローズに所属後、渡米。                             |
| 姜正浩 | 内野手 | 2015年     | PIT(2015-2016、2018-2019)                                                                            | KBOのネクセン・ヒーローズから、ポスティングシステムによるMLB移籍。                                 |
| 呉昇桓 | 投手   | 2016年     | STL(2016-2017)、TOR(2018)、COL(2018-2019)                                                            | KBOのサムスン・ライオンズ、NPBの阪神タイガースに所属後、渡米。                                     |
| 李大浩 | 内野手 | 2016年     | SEA(2016)                                                                                            | KBOのロッテ・ジャイアンツ、NPBのオリックス・バファローズ、福岡ソフトバンクホークスに所属後、渡米。 |
| 金賢洙 | 外野手 | 2016年     | BAL(2016-2017)、PHI(2017)                                                                            | KBOの斗山ベアーズから、FAでMLB移籍。                                                               |
| 朴炳鎬 | 内野手 | 2016年     | MIN(2016-2017)                                                                                       | KBOのネクセン・ヒーローズから、ポスティングシステムによるMLB移籍。                                 |
| 崔志萬 | 内野手 | 2016年     | LAA(2016)、NYY(2017)、MIL(2018)、TB(2018-2022)、PIT(2023)、SD(2023)                                  | 東山高校卒業後に渡米。                                                                             |
| 黄載鈞 | 内野手 | 2017年     | SF(2017)                                                                                             | KBOのロッテジャイアンツから、FAによるMLB移籍。                                                     |
| 金廣鉉 | 投手   | 2020年     | STL(2020-2021)                                                                                       | KBOのSKワイバーンズから、ポスティングシステムによるMLB移籍。                                       |
| 金河成 | 内野手 | 2021年     | SD(2021-)                                                                                            | KBOのキウム・ヒーローズから、ポスティングシステムによるMLB移籍。                                   |
| 梁玹種 | 投手   | 2021年     | TEX(2021)                                                                                            | KBOの起亜タイガースからFAでMLB移籍。                                                               |
| 朴孝俊 | 内野手 | 2021年     | NYY(2021)、PIT(2021-2022)                                                                            | 野塔高等学校卒業後に渡米。                                                                         |
| 裴智桓 | 内野手 | 2022年     | PIT(2022-)                                                                                           | 慶北高等学校卒業後に渡米。                                                                         |
| 李政厚 | 外野手 | 2024年     | SF(2024-)                                                                                            | KBOのキウム・ヒーローズから、ポスティングシステムによるMLB移籍。                                   |
| 金慧成 | 内野手 | 2025年     | LAD(2025-)                                                                                           | KBOのキウム・ヒーローズから、ポスティングシステムによるMLB移籍。                                   |